# Silvius inflaticornis
Silvius inflaticornis är en tvåvingeart som beskrevs av Austen 1925. Silvius inflaticornis ingår i släktet Silvius och familjen bromsar.
Artens utbredningsområde är Turkiet. Inga underarter finns listade i Catalogue of Life.